# Шумилове
Шумилове (до 2016 Червона Зірка) — село Піщанської сільської громади у Подільському районі Одеської області України.
На півдні межує із Балтською міською громадою, на сході з селом Ракулове, на півночі з селом Шляхове та на заході з селом Кринички.

## Історія
За адміністративними поділами — з 16 сторіччя Брацлавський повіт, з 19 сторіччя Балтський повіт, 20 сторіччя Балтський район.
12 червня 2020 року, відповідно до Розпорядження Кабінету Міністрів України від № 724-р «Про визначення адміністративних центрів та затвердження територій територіальних громад Одеської області», увійшло до складу Піщанської сільської територіальної громади.
19 липня 2020 року, в результаті адміністративно-територіальної реформи і ліквідації Балтського району, село увійшло до складу новоутвореного Подільського району.

## Населення
Згідно з переписом 1989 року населення села становило 16 осіб, з яких 6 чоловіків та 10 жінок.
За переписом населення 2001 року в селі мешкало 6 осіб. 100 % населення вказало своєю рідною мовою українську мову.